# Chow Yun-fat
Chow Yun-fat (Lamma Island, Hong Kong, 18 de Maio de 1955) é um ator e lutador de artes marciais chinês.

## Biografia

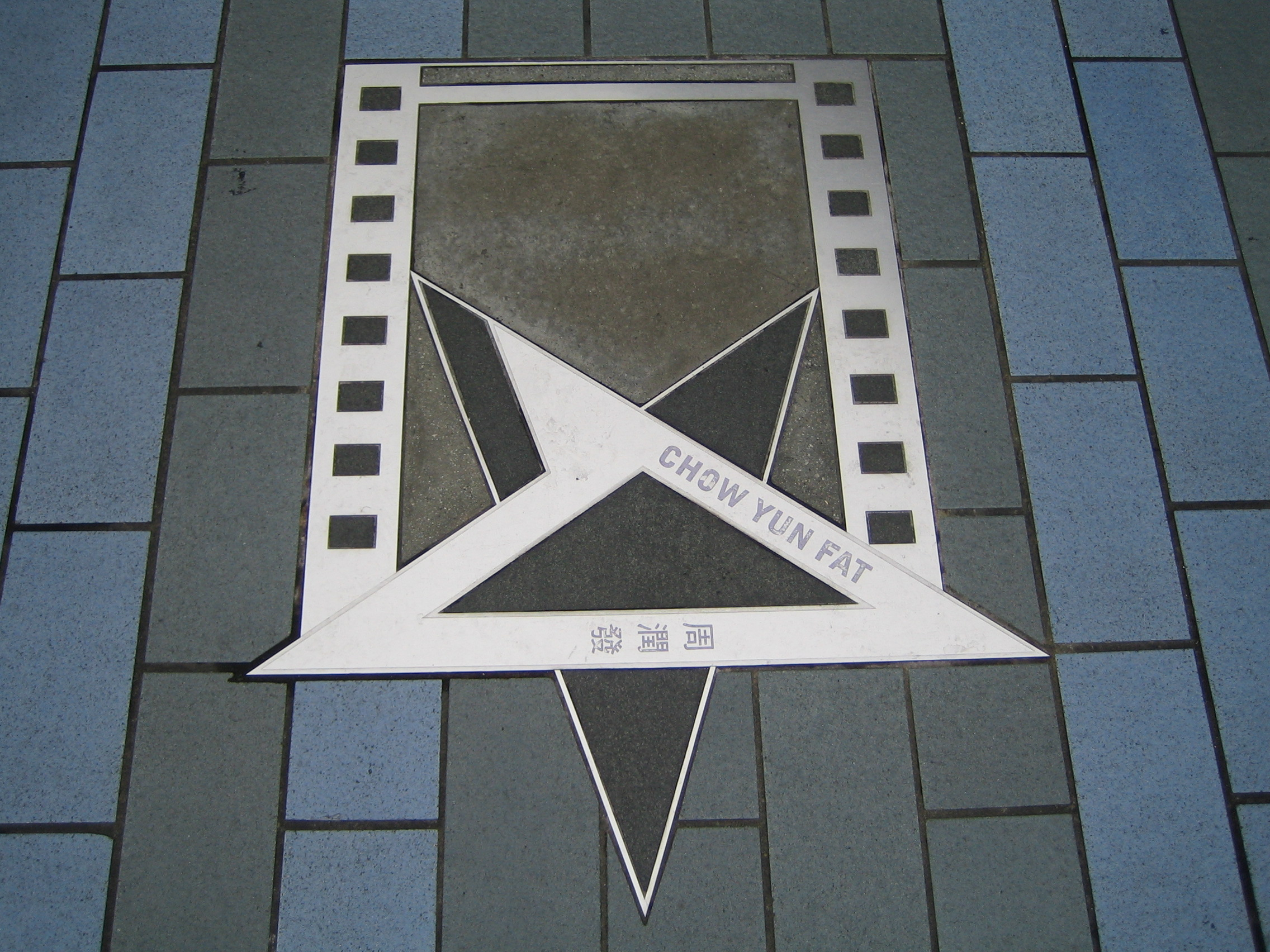
A estrela de Chow Yun-fat na Avenida das Estrelas em Hong Kong

Chow Yun-fat estreou no cinema em 1976, na produção Club Girls Story. Sua carreira em Hong Kong trilhou pelo cinema e séries e filmes de televisão que o fizeram um dos maiores astros da Ásia. Especialista em filmes de ação, trabalhou com John Woo no filme Alvo Duplo (A Better Tomorrow) em 1986. A parceria seguiu com The Killer (1989) e Hard Boiled (1992). Muitos de seus filmes foram apresentados nos Estados Unidos e conquistaram multidões de jovens daquele país. Foi chamado de "o ator mais cool do mundo" pelo Los Angeles Times. 
Considerado um ícone do cinema em seu país, sua primeira participação numa produção norte-americana foi em Assassinos Substitutos, de 1998, no qual ele contracena com a atriz Mira Sorvino. Em seguida, trabalhou em O Corruptor, Anna e o Rei e O Tigre e o Dragão, do cineasta Ang Lee. Também atuou em Piratas do Caribe: No Fim do Mundo, interpretando o Capitão Sao Feng. 

## Filmografia
- 2016 - Cold War 2
- 2016 - O Mestre dos Jogos 3 (From Vegas to Macau III)
- 2015 - O Mestre dos Jogos 2 (From Vegas to Macau II)
- 2014 - O Mestre dos Jogos (From Vegas to Macau)
- 2014 - Tumulto no Reino Celestial (The Monkey King)
- 2012 - The Last Tycoon
- 2012 - O Imperador (The Assassins)
- 2010 - Shanghai (Shanghai)
- 2010 - Confúcio (Confucius)
- 2009 - Dragon Ball: O Filme (Dragonball Evolution)
- 2008 - As Crianças de Huang Shi (The Children of Huang Shi)
- 2007 - Piratas do Caribe: No Fim do Mundo (Pirates of the Caribbean: At World's End)
- 2006 - A Maldição da Flor Dourada (Curse of the Golden Flower)
- 2003 - O Monge à Prova de Balas (Bulletproof Monk)
- 2000 - O Tigre e o Dragão" (Crouching Tiger, Hidden Dragon)
- 1999 - O Corruptor (The Corruptor)
- 1999 - Anna e o Rei (Anna and the King)
- 1997 - Assassinos Substitutos (The Replacement Killers)
- 1995 - Zona de Assassinos (Woh ping faan dim)
- 1994 - Aposta Maldita (The Return Of The God Of Gamblers)
- 1992 - À Flor da Pele (Full Contact)
- 1992 - Fervura Maxima (Hard Boiled)
- 1991 - Prisioneiro do Inferno II (Prison on Fire II)
- 1991 - Rajadas De Fogo (Once A Thief)
- 1989 - Alvo Duplo 3 (Love & Death in Saigon)
- 1989 - Jogada Mortal (God of Gamblers)
- 1989 - O Matador (The Killer)
- 1988 - Dois Tiras Em Apuros (Tiger On Beat)
- 1987 - Alvo Duplo 2 ((A Better Tomorrow II)
- 1987 - Perigo Extremo (City on Fire)
- 1987 - Prisioneiro do Inferno (Prison on fire)
- 1987 - Chou tin dik tong wah
- 1986 - Alvo Duplo (A Better Tomorrow)
- 1984 - Dang doi lai ming

## Prêmios
- Hong Kong Academy: venceu o prêmio de melhor ator por 3 vezes (1987, 1988 e1990).
- Taiwan Golden Horse: escolhido o melhor ator em 2 oportunidades (1985 e 1987).
- Asian Pacific Festival: em 1985, faturou o prêmio de melhor ator.
- A Cine Asia, que é a Convenção dos Donos de Teatro (e Cinema) da Ásia, nomeou Chow Yun-fat como A Estrela da Década.